# Sibunag

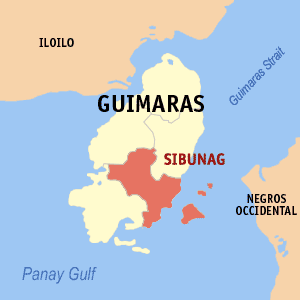
Bản đồ Guimaras với vị trí của Sibunag

Sibunag là một đô thị hạng 5 ở tỉnh Guimaras, Philippines. Theo điều tra dân số năm 2000 của Philipin, đô thị này có dân số 20.104 người trong 3.843 hộ.

## Các đơn vị hành chính
Sibunag được chia ra 14 barangay.
- Alegria
- Ayangan
- Bubog
- Concordia
- Dasal
- Inampologan
- Maabay
- Millan
- Oracon
- Ravina
- Sabang
- San Isidro
- Sebaste
- Tanglad